# 菠菜蘸醬

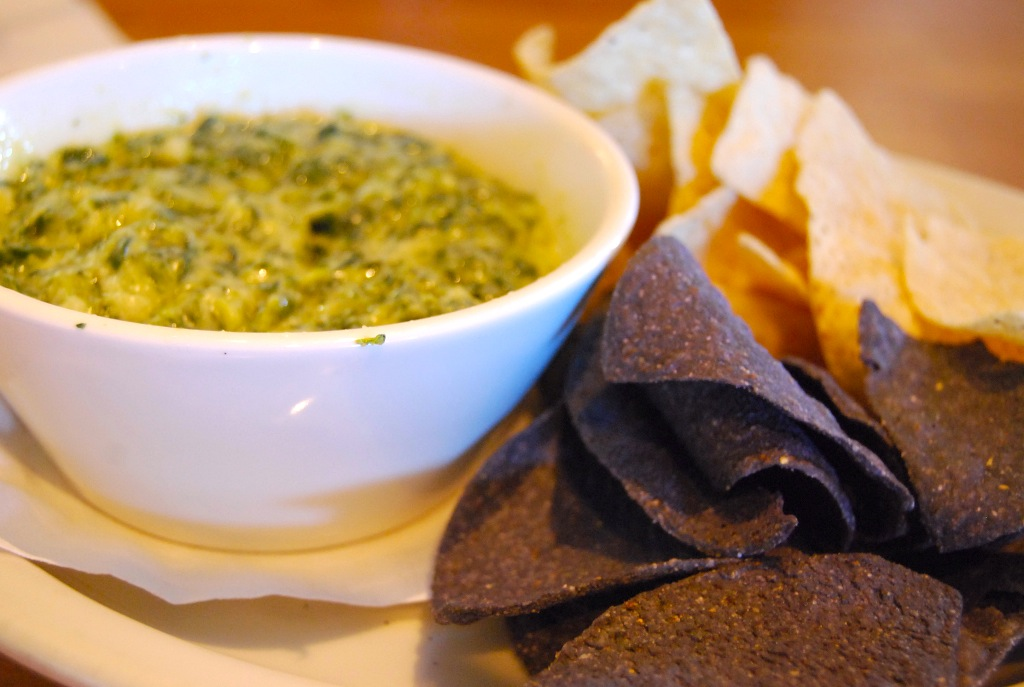
菠菜蘸醬配薯片

菠菜蘸醬（英語：Spinach dip）是一種以菠菜為主要成分的蘸醬。菠菜蘸醬主要常以冷凍菠菜來製作，其他的成分可能包括：蛋黃醬、奶油芝士、酸奶油和乾酪。